# Estrella de Bessèges de 2018
A 48.ª edição da Estrela de Bessèges teve lugar entre 31 de janeiro e 4 de fevereiro de 2018. O percurso consistiu de um total de 4 etapas sobre uma distância total de 621 km entre as comunas francesas de Bellegarde e Alès.
A carreira faz parte do UCI Europe Tour de 2018, dentro da categoria 2.1 e foi vencida pelo ciclista francês Tony Gallopin da equipa UCI World Team a AG2R La Mondiale.

## Equipas
Tomaram parte na carreira 19 equipas: 2 de categoria UCI World Team; 13 de categoria Profissional Continental; 4 de categoria Continental. Formando assim um pelotão de 124 ciclistas. As equipas participantes são:
| Equipes WorldTeam (2)- FDJ - AG2R La Mondiale Equipes profissionais Continentais (12)- Direct Énergie - Cofidis, Solutions Crédits - Delko-Marseille Provence-KTM - Fortuneo-Samsic - Vital Concept - Bardiani CSF - Sport Vlaanderen-Baloise - Caja Rural-Seguros RGA - Euskadi Basque Country-Murias - Wanty-Groupe Gobert - WB-Aqua Protect-Veranclassic - Vérandas Willems-Crelan Equipes Continentais (4)- Saint Michel-Auber 93 - Roubaix Lille Métropole - Cibel-Cebon - Amore & Vita-Prodir |
| |

## Percurso
A Estrela de Bessèges dispôs de quatro etapas para um percurso total de 621,52 quilómetros.
| Etapa | Data    | Percurso                    | type                      | Distância (km) | Vencedor           | Líder geral        |
| ----- | ------- | --------------------------- | ------------------------- | -------------- | ------------------ | ------------------ |
| 1     | 31 jan. | Bellegarde – Beaucaire      | etapa plana               | 157            | Marc Sarreau       | Marc Sarreau       |
| 2     | 1 fev.  | Nîmes – Générac             | etapa plana               | 148,3          | Christophe Laporte | Christophe Laporte |
| 3     | 2 fev.  | Bessèges – Bessèges         | etapa escarpada           | 152,6          | Marc Sarreau       | Marc Sarreau       |
| 4     | 3 fev.  | Chusclan – Laudun-l'Ardoise | etapa plana               | 152,9          | Sean De Bie        | Marc Sarreau       |
| 5     | 4 fev.  | Alès – Alès                 | contrarrelógio individual | 10,74          | Tony Gallopin      | Tony Gallopin      |

## Desenvolvimento da carreira

### 1ª etapa
| \| Classificação por etapas \| Classificação por etapas \| Classificação por etapas \| Classificação por etapas \| Classificação por etapas \| \| Ciclista \| Ciclista \| Equipe \| Tempo \| \| \| ------------------------ \| ------------------------ \| ---------------------------- \| ------------------------ \| ------------------------ \| \| 1. \| Marc Sarreau \| FDJ \| 3h46m10s \| \| \| 2. \| Thomas Boudat \| Direct Énergie \| + 0s \| \| \| 3. \| Bryan Coquard \| Vital Concept \| + 0s \| \| \| 4. \| Christophe Laporte \| Cofidis, Solutions Crédits \| + 0s \| \| \| 5. \| Sean De Bie \| Verandas Willems-Crelan \| + 0s \| \| \| 6. \| Amaury Capiot \| Sport Vlaanderen-Baloise \| + 0s \| \| \| 7. \| Enrico Barbin \| Bardiani CSF \| + 0s \| \| \| 8. \| Jordi Warlop \| Sport Vlaanderen-Baloise \| + 0s \| \| \| 9. \| Kenny Dehaes \| WB-Aqua Protect-Veranclassic \| + 0s \| \| \| 10. \| Romain Feillu \| Saint Michel-Auber 93 \| + 0s \| \| |                    |                              |          |
| |                    |                              |          |
| |                    |                              |          |
| Classificação por etapas |                    |                              |          |
| Ciclista | Ciclista           | Equipe                       | Tempo    |
| 1. | Marc Sarreau       | FDJ                          | 3h46m10s |
| 2. | Thomas Boudat      | Direct Énergie               | + 0s     |
| 3. | Bryan Coquard      | Vital Concept                | + 0s     |
| 4. | Christophe Laporte | Cofidis, Solutions Crédits   | + 0s     |
| 5. | Sean De Bie        | Verandas Willems-Crelan      | + 0s     |
| 6. | Amaury Capiot      | Sport Vlaanderen-Baloise     | + 0s     |
| 7. | Enrico Barbin      | Bardiani CSF                 | + 0s     |
| 8. | Jordi Warlop       | Sport Vlaanderen-Baloise     | + 0s     |
| 9. | Kenny Dehaes       | WB-Aqua Protect-Veranclassic | + 0s     |
| 10. | Romain Feillu      | Saint Michel-Auber 93        | + 0s     |

| \| Classificação geral \| Classificação geral \| Classificação geral \| Classificação geral \| Classificação geral \| \| Ciclista \| Ciclista \| Equipe \| Tempo \| \| \| ------------------- \| ------------------- \| -------------------------- \| ------------------- \| ------------------- \| \| 1. \| Marc Sarreau \| FDJ \| 3h46m00s \| \| \| 2. \| Thomas Boudat \| Direct Énergie \| + 4s \| \| \| 3. \| Bryan Coquard \| Vital Concept \| + 6s \| \| \| 4. \| Milan Menten \| Sport Vlaanderen-Baloise \| + 7s \| \| \| 5. \| Michiel Dieleman \| Cibel-Cebon \| + 8s \| \| \| 6. \| Aritz Bagües \| Euskadi-Murias \| + 9s \| \| \| 7. \| Christophe Laporte \| Cofidis, Solutions Crédits \| + 10s \| \| \| 8. \| Sean De Bie \| Verandas Willems-Crelan \| + 10s \| \| \| 9. \| Amaury Capiot \| Sport Vlaanderen-Baloise \| + 10s \| \| \| 10. \| Enrico Barbin \| Bardiani CSF \| + 10s \| \| |                    |                            |          |
| |                    |                            |          |
| |                    |                            |          |
| Classificação geral |                    |                            |          |
| Ciclista | Ciclista           | Equipe                     | Tempo    |
| 1. | Marc Sarreau       | FDJ                        | 3h46m00s |
| 2. | Thomas Boudat      | Direct Énergie             | + 4s     |
| 3. | Bryan Coquard      | Vital Concept              | + 6s     |
| 4. | Milan Menten       | Sport Vlaanderen-Baloise   | + 7s     |
| 5. | Michiel Dieleman   | Cibel-Cebon                | + 8s     |
| 6. | Aritz Bagües       | Euskadi-Murias             | + 9s     |
| 7. | Christophe Laporte | Cofidis, Solutions Crédits | + 10s    |
| 8. | Sean De Bie        | Verandas Willems-Crelan    | + 10s    |
| 9. | Amaury Capiot      | Sport Vlaanderen-Baloise   | + 10s    |
| 10. | Enrico Barbin      | Bardiani CSF               | + 10s    |

### 2ª etapa
| \| Classificação por etapas \| Classificação por etapas \| Classificação por etapas \| Classificação por etapas \| Classificação por etapas \| \| Ciclista \| Ciclista \| Equipe \| Tempo \| \| \| ------------------------ \| ------------------------ \| ---------------------------- \| ------------------------ \| ------------------------ \| \| 1. \| Christophe Laporte \| Cofidis, Solutions Crédits \| 3h22m05s \| \| \| 2. \| Bryan Coquard \| Vital Concept \| + 0s \| \| \| 3. \| Timothy Dupont \| Wanty-Groupe Gobert \| + 0s \| \| \| 4. \| Amaury Capiot \| Sport Vlaanderen-Baloise \| + 0s \| \| \| 5. \| Emiel Vermeulen \| Roubaix Lille Métropole \| + 0s \| \| \| 6. \| Marc Sarreau \| FDJ \| + 0s \| \| \| 7. \| Lorrenzo Manzin \| Vital Concept \| + 0s \| \| \| 8. \| Romain Feillu \| Saint Michel-Auber 93 \| + 0s \| \| \| 9. \| Kevyn Ista \| WB-Aqua Protect-Veranclassic \| + 0s \| \| \| 10. \| Marco Maronese \| Bardiani CSF \| + 0s \| \| |                    |                              |          |
| |                    |                              |          |
| |                    |                              |          |
| Classificação por etapas |                    |                              |          |
| Ciclista | Ciclista           | Equipe                       | Tempo    |
| 1. | Christophe Laporte | Cofidis, Solutions Crédits   | 3h22m05s |
| 2. | Bryan Coquard      | Vital Concept                | + 0s     |
| 3. | Timothy Dupont     | Wanty-Groupe Gobert          | + 0s     |
| 4. | Amaury Capiot      | Sport Vlaanderen-Baloise     | + 0s     |
| 5. | Emiel Vermeulen    | Roubaix Lille Métropole      | + 0s     |
| 6. | Marc Sarreau       | FDJ                          | + 0s     |
| 7. | Lorrenzo Manzin    | Vital Concept                | + 0s     |
| 8. | Romain Feillu      | Saint Michel-Auber 93        | + 0s     |
| 9. | Kevyn Ista         | WB-Aqua Protect-Veranclassic | + 0s     |
| 10. | Marco Maronese     | Bardiani CSF                 | + 0s     |

| \| Classificação geral \| Classificação geral \| Classificação geral \| Classificação geral \| Classificação geral \| \| Ciclista \| Ciclista \| Equipe \| Tempo \| \| \| ------------------- \| ------------------- \| ---------------------------- \| ------------------- \| ------------------- \| \| 1. \| Christophe Laporte \| Cofidis, Solutions Crédits \| 7h08m05s \| \| \| 2. \| Bryan Coquard \| Vital Concept \| + 0s \| \| \| 3. \| Marc Sarreau \| FDJ \| + 0s \| \| \| 4. \| Thomas Boudat \| Direct Énergie \| + 4s \| \| \| 5. \| Timothy Dupont \| Wanty-Groupe Gobert \| + 6s \| \| \| 6. \| Milan Menten \| Sport Vlaanderen-Baloise \| + 7s \| \| \| 7. \| Pierre Idjouadiène \| Roubaix Lille Métropole \| + 7s \| \| \| 8. \| Dries Van Gestel \| Sport Vlaanderen-Baloise \| + 8s \| \| \| 9. \| Michiel Dieleman \| Cibel-Cebon \| + 8s \| \| \| 10. \| Romain Combaud \| Delko-Marseille Provence-KTM \| + 9s \| \| |                    |                              |          |
| |                    |                              |          |
| |                    |                              |          |
| Classificação geral |                    |                              |          |
| Ciclista | Ciclista           | Equipe                       | Tempo    |
| 1. | Christophe Laporte | Cofidis, Solutions Crédits   | 7h08m05s |
| 2. | Bryan Coquard      | Vital Concept                | + 0s     |
| 3. | Marc Sarreau       | FDJ                          | + 0s     |
| 4. | Thomas Boudat      | Direct Énergie               | + 4s     |
| 5. | Timothy Dupont     | Wanty-Groupe Gobert          | + 6s     |
| 6. | Milan Menten       | Sport Vlaanderen-Baloise     | + 7s     |
| 7. | Pierre Idjouadiène | Roubaix Lille Métropole      | + 7s     |
| 8. | Dries Van Gestel   | Sport Vlaanderen-Baloise     | + 8s     |
| 9. | Michiel Dieleman   | Cibel-Cebon                  | + 8s     |
| 10. | Romain Combaud     | Delko-Marseille Provence-KTM | + 9s     |

### 3ª etapa
| \| Classificação por etapas \| Classificação por etapas \| Classificação por etapas \| Classificação por etapas \| Classificação por etapas \| \| Ciclista \| Ciclista \| Equipe \| Tempo \| \| \| ------------------------ \| ------------------------ \| ---------------------------- \| ------------------------ \| ------------------------ \| \| 1. \| Marc Sarreau \| FDJ \| 3h56m29s \| \| \| 2. \| Thomas Boudat \| Direct Énergie \| + 0s \| \| \| 3. \| Samuel Dumoulin \| AG2R La Mondiale \| + 0s \| \| \| 4. \| Sean De Bie \| Verandas Willems-Crelan \| + 0s \| \| \| 5. \| Timothy Dupont \| Wanty-Groupe Gobert \| + 0s \| \| \| 6. \| Brenton Jones \| Delko-Marseille Provence-KTM \| + 0s \| \| \| 7. \| Christophe Laporte \| Cofidis, Solutions Crédits \| + 0s \| \| \| 8. \| Amaury Capiot \| Sport Vlaanderen-Baloise \| + 0s \| \| \| 9. \| Damien Touzé \| Saint Michel-Auber 93 \| + 0s \| \| \| 10. \| Laurent Pichon \| Fortuneo-Samsic \| + 0s \| \| |                    |                              |          |
| |                    |                              |          |
| |                    |                              |          |
| Classificação por etapas |                    |                              |          |
| Ciclista | Ciclista           | Equipe                       | Tempo    |
| 1. | Marc Sarreau       | FDJ                          | 3h56m29s |
| 2. | Thomas Boudat      | Direct Énergie               | + 0s     |
| 3. | Samuel Dumoulin    | AG2R La Mondiale             | + 0s     |
| 4. | Sean De Bie        | Verandas Willems-Crelan      | + 0s     |
| 5. | Timothy Dupont     | Wanty-Groupe Gobert          | + 0s     |
| 6. | Brenton Jones      | Delko-Marseille Provence-KTM | + 0s     |
| 7. | Christophe Laporte | Cofidis, Solutions Crédits   | + 0s     |
| 8. | Amaury Capiot      | Sport Vlaanderen-Baloise     | + 0s     |
| 9. | Damien Touzé       | Saint Michel-Auber 93        | + 0s     |
| 10. | Laurent Pichon     | Fortuneo-Samsic              | + 0s     |

| \| Classificação geral \| Classificação geral \| Classificação geral \| Classificação geral \| Classificação geral \| \| Ciclista \| Ciclista \| Equipe \| Tempo \| \| \| ------------------- \| ------------------- \| ---------------------------- \| ------------------- \| ------------------- \| \| 1. \| Marc Sarreau \| FDJ \| 11h04m24s \| \| \| 2. \| Thomas Boudat \| Direct Énergie \| + 8s \| \| \| 3. \| Christophe Laporte \| Cofidis, Solutions Crédits \| + 10s \| \| \| 4. \| Bryan Coquard \| Vital Concept \| + 10s \| \| \| 5. \| Benoît Cosnefroy \| AG2R La Mondiale \| + 14s \| \| \| 6. \| Samuel Dumoulin \| AG2R La Mondiale \| + 16s \| \| \| 7. \| Timothy Dupont \| Wanty-Groupe Gobert \| + 16s \| \| \| 8. \| Romain Combaud \| Delko-Marseille Provence-KTM \| + 16s \| \| \| 9. \| Milan Menten \| Sport Vlaanderen-Baloise \| + 17s \| \| \| 10. \| Dries Van Gestel \| Sport Vlaanderen-Baloise \| + 17s \| \| |                    |                              |           |
| |                    |                              |           |
| |                    |                              |           |
| Classificação geral |                    |                              |           |
| Ciclista | Ciclista           | Equipe                       | Tempo     |
| 1. | Marc Sarreau       | FDJ                          | 11h04m24s |
| 2. | Thomas Boudat      | Direct Énergie               | + 8s      |
| 3. | Christophe Laporte | Cofidis, Solutions Crédits   | + 10s     |
| 4. | Bryan Coquard      | Vital Concept                | + 10s     |
| 5. | Benoît Cosnefroy   | AG2R La Mondiale             | + 14s     |
| 6. | Samuel Dumoulin    | AG2R La Mondiale             | + 16s     |
| 7. | Timothy Dupont     | Wanty-Groupe Gobert          | + 16s     |
| 8. | Romain Combaud     | Delko-Marseille Provence-KTM | + 16s     |
| 9. | Milan Menten       | Sport Vlaanderen-Baloise     | + 17s     |
| 10. | Dries Van Gestel   | Sport Vlaanderen-Baloise     | + 17s     |

### 4ª etapa
| \| Classificação por etapas \| Classificação por etapas \| Classificação por etapas \| Classificação por etapas \| Classificação por etapas \| \| Ciclista \| Ciclista \| Equipe \| Tempo \| \| \| ------------------------ \| ------------------------ \| -------------------------- \| ------------------------ \| ------------------------ \| \| 1. \| Sean De Bie \| Verandas Willems-Crelan \| 3h43m14s \| \| \| 2. \| Timothy Dupont \| Wanty-Groupe Gobert \| + 0s \| \| \| 3. \| Rudy Barbier \| AG2R La Mondiale \| + 0s \| \| \| 4. \| Pierre Barbier \| Roubaix Lille Métropole \| + 0s \| \| \| 5. \| Damien Touzé \| Saint Michel-Auber 93 \| + 0s \| \| \| 6. \| Anthony Turgis \| Cofidis, Solutions Crédits \| + 0s \| \| \| 7. \| Bryan Coquard \| Vital Concept \| + 0s \| \| \| 8. \| Marc Sarreau \| FDJ \| + 0s \| \| \| 9. \| Samuel Dumoulin \| AG2R La Mondiale \| + 0s \| \| \| 10. \| Amaury Capiot \| Sport Vlaanderen-Baloise \| + 0s \| \| |                 |                            |          |
| |                 |                            |          |
| |                 |                            |          |
| Classificação por etapas |                 |                            |          |
| Ciclista | Ciclista        | Equipe                     | Tempo    |
| 1. | Sean De Bie     | Verandas Willems-Crelan    | 3h43m14s |
| 2. | Timothy Dupont  | Wanty-Groupe Gobert        | + 0s     |
| 3. | Rudy Barbier    | AG2R La Mondiale           | + 0s     |
| 4. | Pierre Barbier  | Roubaix Lille Métropole    | + 0s     |
| 5. | Damien Touzé    | Saint Michel-Auber 93      | + 0s     |
| 6. | Anthony Turgis  | Cofidis, Solutions Crédits | + 0s     |
| 7. | Bryan Coquard   | Vital Concept              | + 0s     |
| 8. | Marc Sarreau    | FDJ                        | + 0s     |
| 9. | Samuel Dumoulin | AG2R La Mondiale           | + 0s     |
| 10. | Amaury Capiot   | Sport Vlaanderen-Baloise   | + 0s     |

| \| Classificação geral \| Classificação geral \| Classificação geral \| Classificação geral \| Classificação geral \| \| Ciclista \| Ciclista \| Equipe \| Tempo \| \| \| ------------------- \| ------------------- \| -------------------------- \| ------------------- \| ------------------- \| \| 1. \| Marc Sarreau \| FDJ \| 14h47m38s \| \| \| 2. \| Thomas Boudat \| Direct Énergie \| + 8s \| \| \| 3. \| Bryan Coquard \| Vital Concept \| + 10s \| \| \| 4. \| Christophe Laporte \| Cofidis, Solutions Crédits \| + 10s \| \| \| 5. \| Sean De Bie \| Verandas Willems-Crelan \| + 10s \| \| \| 6. \| Timothy Dupont \| Wanty-Groupe Gobert \| + 10s \| \| \| 7. \| Samuel Dumoulin \| AG2R La Mondiale \| + 16s \| \| \| 8. \| Milan Menten \| Sport Vlaanderen-Baloise \| + 17s \| \| \| 9. \| Dries Van Gestel \| Sport Vlaanderen-Baloise \| + 17s \| \| \| 10. \| Jonathan Hivert \| Direct Énergie \| + 17s \| \| |                    |                            |           |
| |                    |                            |           |
| |                    |                            |           |
| Classificação geral |                    |                            |           |
| Ciclista | Ciclista           | Equipe                     | Tempo     |
| 1. | Marc Sarreau       | FDJ                        | 14h47m38s |
| 2. | Thomas Boudat      | Direct Énergie             | + 8s      |
| 3. | Bryan Coquard      | Vital Concept              | + 10s     |
| 4. | Christophe Laporte | Cofidis, Solutions Crédits | + 10s     |
| 5. | Sean De Bie        | Verandas Willems-Crelan    | + 10s     |
| 6. | Timothy Dupont     | Wanty-Groupe Gobert        | + 10s     |
| 7. | Samuel Dumoulin    | AG2R La Mondiale           | + 16s     |
| 8. | Milan Menten       | Sport Vlaanderen-Baloise   | + 17s     |
| 9. | Dries Van Gestel   | Sport Vlaanderen-Baloise   | + 17s     |
| 10. | Jonathan Hivert    | Direct Énergie             | + 17s     |

### 5ª etapa
| \| Classificação por etapas \| Classificação por etapas \| Classificação por etapas \| Classificação por etapas \| Classificação por etapas \| \| Ciclista \| Ciclista \| Equipe \| Tempo \| \| \| ------------------------ \| ------------------------ \| -------------------------- \| ------------------------ \| ------------------------ \| \| 1. \| Tony Gallopin \| AG2R La Mondiale \| 15m21s \| \| \| 2. \| Yoann Paillot \| Saint Michel-Auber 93 \| + 20s \| \| \| 3. \| Sylvain Chavanel \| Direct Énergie \| + 22s \| \| \| 4. \| Christophe Laporte \| Cofidis, Solutions Crédits \| + 25s \| \| \| 5. \| Jonathan Hivert \| Direct Énergie \| + 29s \| \| \| 6. \| Lilian Calmejane \| Direct Énergie \| + 29s \| \| \| 7. \| Alexis Gougeard \| AG2R La Mondiale \| + 34s \| \| \| 8. \| Léo Vincent \| FDJ \| + 39s \| \| \| 9. \| Johan Le Bon \| Vital Concept \| + 44s \| \| \| 10. \| Sean De Bie \| Verandas Willems-Crelan \| + 45s \| \| |                    |                            |        |
| |                    |                            |        |
| |                    |                            |        |
| Classificação por etapas |                    |                            |        |
| Ciclista | Ciclista           | Equipe                     | Tempo  |
| 1. | Tony Gallopin      | AG2R La Mondiale           | 15m21s |
| 2. | Yoann Paillot      | Saint Michel-Auber 93      | + 20s  |
| 3. | Sylvain Chavanel   | Direct Énergie             | + 22s  |
| 4. | Christophe Laporte | Cofidis, Solutions Crédits | + 25s  |
| 5. | Jonathan Hivert    | Direct Énergie             | + 29s  |
| 6. | Lilian Calmejane   | Direct Énergie             | + 29s  |
| 7. | Alexis Gougeard    | AG2R La Mondiale           | + 34s  |
| 8. | Léo Vincent        | FDJ                        | + 39s  |
| 9. | Johan Le Bon       | Vital Concept              | + 44s  |
| 10. | Sean De Bie        | Verandas Willems-Crelan    | + 45s  |

## Classificações finais

### Classificação geral
| \| Classificação geral \| Classificação geral \| Classificação geral \| Classificação geral \| Classificação geral \| \| Ciclista \| Ciclista \| Equipe \| Tempo \| \| \| ------------------- \| ------------------- \| -------------------------- \| ------------------- \| ------------------- \| \| 1. \| Tony Gallopin \| AG2R La Mondiale \| 15h03m19s \| \| \| 2. \| Christophe Laporte \| Cofidis, Solutions Crédits \| + 15s \| \| \| 3. \| Yoann Paillot \| Saint Michel-Auber 93 \| + 20s \| \| \| 4. \| Sylvain Chavanel \| Direct Énergie \| + 22s \| \| \| 5. \| Jonathan Hivert \| Direct Énergie \| + 26s \| \| \| 6. \| Lilian Calmejane \| Direct Énergie \| + 29s \| \| \| 7. \| Alexis Gougeard \| AG2R La Mondiale \| + 34s \| \| \| 8. \| Sean De Bie \| Verandas Willems-Crelan \| + 35s \| \| \| 9. \| Marc Sarreau \| FDJ \| + 35s \| \| \| 10. \| Johan Le Bon \| Vital Concept \| + 44s \| \| \| 11. \| Anthony Turgis \| Cofidis, Solutions Crédits \| + 46s \| \| \| 12. \| Benjamin Thomas \| FDJ \| + 46s \| \| \| 13. \| Dimitri Claeys \| Cofidis, Solutions Crédits \| + 47s \| \| \| 14. \| Bryan Coquard \| Vital Concept \| + 47s \| \| \| 15. \| Samuel Dumoulin \| AG2R La Mondiale \| + 52s \| \| |                    |                            |           |
| |                    |                            |           |
| Fonte: ProCyclingStats |                    |                            |           |
| Classificação geral |                    |                            |           |
| Ciclista | Ciclista           | Equipe                     | Tempo     |
| 1. | Tony Gallopin      | AG2R La Mondiale           | 15h03m19s |
| 2. | Christophe Laporte | Cofidis, Solutions Crédits | + 15s     |
| 3. | Yoann Paillot      | Saint Michel-Auber 93      | + 20s     |
| 4. | Sylvain Chavanel   | Direct Énergie             | + 22s     |
| 5. | Jonathan Hivert    | Direct Énergie             | + 26s     |
| 6. | Lilian Calmejane   | Direct Énergie             | + 29s     |
| 7. | Alexis Gougeard    | AG2R La Mondiale           | + 34s     |
| 8. | Sean De Bie        | Verandas Willems-Crelan    | + 35s     |
| 9. | Marc Sarreau       | FDJ                        | + 35s     |
| 10. | Johan Le Bon       | Vital Concept              | + 44s     |
| 11. | Anthony Turgis     | Cofidis, Solutions Crédits | + 46s     |
| 12. | Benjamin Thomas    | FDJ                        | + 46s     |
| 13. | Dimitri Claeys     | Cofidis, Solutions Crédits | + 47s     |
| 14. | Bryan Coquard      | Vital Concept              | + 47s     |
| 15. | Samuel Dumoulin    | AG2R La Mondiale           | + 52s     |

### Classificação por pontos
| Classificação por pontos | Classificação por pontos | Classificação por pontos   | Classificação por pontos | Classificação por pontos |
| Ciclista                 | Ciclista                 | Equipe                     | Pontos                   |                          |
| ------------------------ | ------------------------ | -------------------------- | ------------------------ | ------------------------ |
| 1.                       | Marc Sarreau             | FDJ                        | 68 pts                   |                          |
| 2.                       | Sean De Bie              | Verandas Willems-Crelan    | 51 pts                   |                          |
| 3.                       | Christophe Laporte       | Cofidis, Solutions Crédits | 48 pts                   |                          |
| 4.                       | Bryan Coquard            | Vital Concept              | 48 pts                   |                          |
| 5.                       | Timothy Dupont           | Wanty-Groupe Gobert        | 48 pts                   |                          |
| 6.                       | Thomas Boudat            | Direct Énergie             | 42 pts                   |                          |
| 7.                       | Amaury Capiot            | Sport Vlaanderen-Baloise   | 38 pts                   |                          |
| 8.                       | Samuel Dumoulin          | AG2R La Mondiale           | 26 pts                   |                          |
| 9.                       | Rudy Barbier             | AG2R La Mondiale           | 21 pts                   |                          |
| 10.                      | Damien Touzé             | Saint Michel-Auber 93      | 19 pts                   |                          |

### Classificação da montanha
| Classificação da montanha | Classificação da montanha | Classificação da montanha    | Classificação da montanha | Classificação da montanha |
| Ciclista                  | Ciclista                  | Equipe                       | Pontos                    |                           |
| ------------------------- | ------------------------- | ---------------------------- | ------------------------- | ------------------------- |
| 1.                        | Rémy Di Gregorio          | Delko-Marseille Provence-KTM | 36 pts                    |                           |
| 2.                        | Gianni Marchand           | Cibel-Cebon                  | 26 pts                    |                           |
| 3.                        | Benoît Cosnefroy          | AG2R La Mondiale             | 24 pts                    |                           |
| 4.                        | Jonathan Hivert           | Direct Énergie               | 14 pts                    |                           |
| 5.                        | Milan Menten              | Sport Vlaanderen-Baloise     | 12 pts                    |                           |
| 6.                        | Michiel Dieleman          | Cibel-Cebon                  | 8 pts                     |                           |
| 7.                        | Romain Combaud            | Delko-Marseille Provence-KTM | 5 pts                     |                           |
| 8.                        | Lilian Calmejane          | Direct Énergie               | 4 pts                     |                           |
| 9.                        | Tom Devriendt             | Wanty-Groupe Gobert          | 4 pts                     |                           |
| 10.                       | Aritz Bagües              | Euskadi-Murias               | 4 pts                     |                           |

### Classificação do melhor jovem
| Classificação dos jovens | Classificação dos jovens | Classificação dos jovens     | Classificação dos jovens | Classificação dos jovens |
| Ciclista                 | Ciclista                 | Equipe                       | Tempo                    |                          |
| ------------------------ | ------------------------ | ---------------------------- | ------------------------ | ------------------------ |
| 1.                       | Benjamin Thomas          | FDJ                          | 15h04m05s                |                          |
| 2.                       | Valentin Madouas         | FDJ                          | + 6s                     |                          |
| 3.                       | Léo Vincent              | FDJ                          | + 19s                    |                          |
| 4.                       | Cyril Barthe             | Euskadi-Murias               | + 37s                    |                          |
| 5.                       | Benoît Cosnefroy         | AG2R La Mondiale             | + 38s                    |                          |
| 6.                       | Jordi Warlop             | Sport Vlaanderen-Baloise     | + 1m44s                  |                          |
| 7.                       | Jon Irisarri             | Caja Rural-Seguros RGA       | + 1m44s                  |                          |
| 8.                       | Milan Menten             | Sport Vlaanderen-Baloise     | + 2m01s                  |                          |
| 9.                       | Franklin Six             | WB-Aqua Protect-Veranclassic | + 3m10s                  |                          |
| 10.                      | Damien Touzé             | Saint Michel-Auber 93        | + 4m03s                  |                          |

### Classificação por equipas
| Classificação por equipes | Classificação por equipes  | Classificação por equipes | Classificação por equipes |
| Equipe                    | Equipe                     | Tempo                     |                           |
| ------------------------- | -------------------------- | ------------------------- | ------------------------- |
| 1.                        | Direct Énergie             | 45h11m17s                 |                           |
| 2.                        | AG2R La Mondiale           | + 10s                     |                           |
| 3.                        | Cofidis, Solutions Crédits | + 38s                     |                           |
| 4.                        | FDJ                        | + 51s                     |                           |
| 5.                        | Vital Concept              | + 2m14s                   |                           |
| 6.                        | Saint Michel-Auber 93      | + 2m21s                   |                           |
| 7.                        | Vérandas Willems-Crelan    | + 2m26s                   |                           |
| 8.                        | Wanty-Groupe Gobert        | + 2m48s                   |                           |
| 9.                        | Cibel-Cebon                | + 3m02s                   |                           |
| 10.                       | Fortuneo-Samsic            | + 3m08s                   |                           |

## UCI World Ranking
A Estrela de Bessèges outorga pontos para o UCI Europe Tour de 2018 e o UCI World Ranking, este último para corredores das equipas nas categorias UCI World Team, Profissional Continental e Equipas Continentais. As seguintes tabelas mostram o barómetro de pontuação e os 10 corredores que obtiveram mais pontos:
| Posição             | 1.ª | 2.ª | 3.ª | 4.ª | 5.ª | 6.ª | 7.ª | 8.ª | 9.ª | 10.ª | 11.ª | 12.ª | 13.ª-15.ª | 16.ª-25.ª |
| Classificação geral | 125 | 85  | 70  | 60  | 50  | 40  | 35  | 30  | 25  | 20   | 15   | 10   | 5         | 3         |
| Por etapa           | 14  | 5   | 3   |     |     |     |     |     |     |      |      |      |           |           |
| Líder               | 3   |     |     |     |     |     |     |     |     |      |      |      |           |           |

| Classificação | Classificação      | Classificação              | Classificação | Classificação | Classificação | Classificação |
| Posição       | Ciclista           | Equipa                     | Geral         | Etapa         | Líder         | Total         |
| ------------- | ------------------ | -------------------------- | ------------- | ------------- | ------------- | ------------- |
| 1.º           | Tony Gallopin      | AG2R La Mondiale           | 125           | 14            | -             | 139           |
| 2.º           | Christophe Laporte | Cofidis, Solutions Crédits | 85            | 14            | 3             | 102           |
| 3.º           | Yoann Paillot      | Saint Michel-Auber93       | 70            | 5             | -             | 75            |
| 4.º           | Sylvain Chavanel   | Direct Énergie             | 60            | 3             | -             | 63            |
| 5.º           | Marc Sarreau       | FDJ                        | 25            | 28            | 9             | 62            |
| 6.º           | Jonathan Hivert    | Direct Énergie             | 50            | -             | -             | 50            |
| 7.º           | Sean De Bie        | Vérandas Willems-Crelan    | 30            | 14            | -             | 44            |
| 8.º           | Lilian Calmejane   | Direct Énergie             | 40            | -             | -             | 40            |
| 9.º           | Alexis Gougeard    | AG2R La Mondiale           | 35            | -             | -             | 35            |
| 10.º          | Johan Le Bon       | Vital Concept              | 20            | -             | -             | 20            |